# Petite Maine (Dive)
Pour les articles homonymes, voir Petite Maine.
La Petite Maine est une rivière de France traversant les départements de la Vienne et de Maine-et-Loire, et un sous-affluent de la Loire.
À ne pas confondre avec l'autre Petite Maine, rivière de Vendée, affluent de la Maine, elle-même différente de la Maine qui en particulier traverse la ville d'Angers.

## Géographie

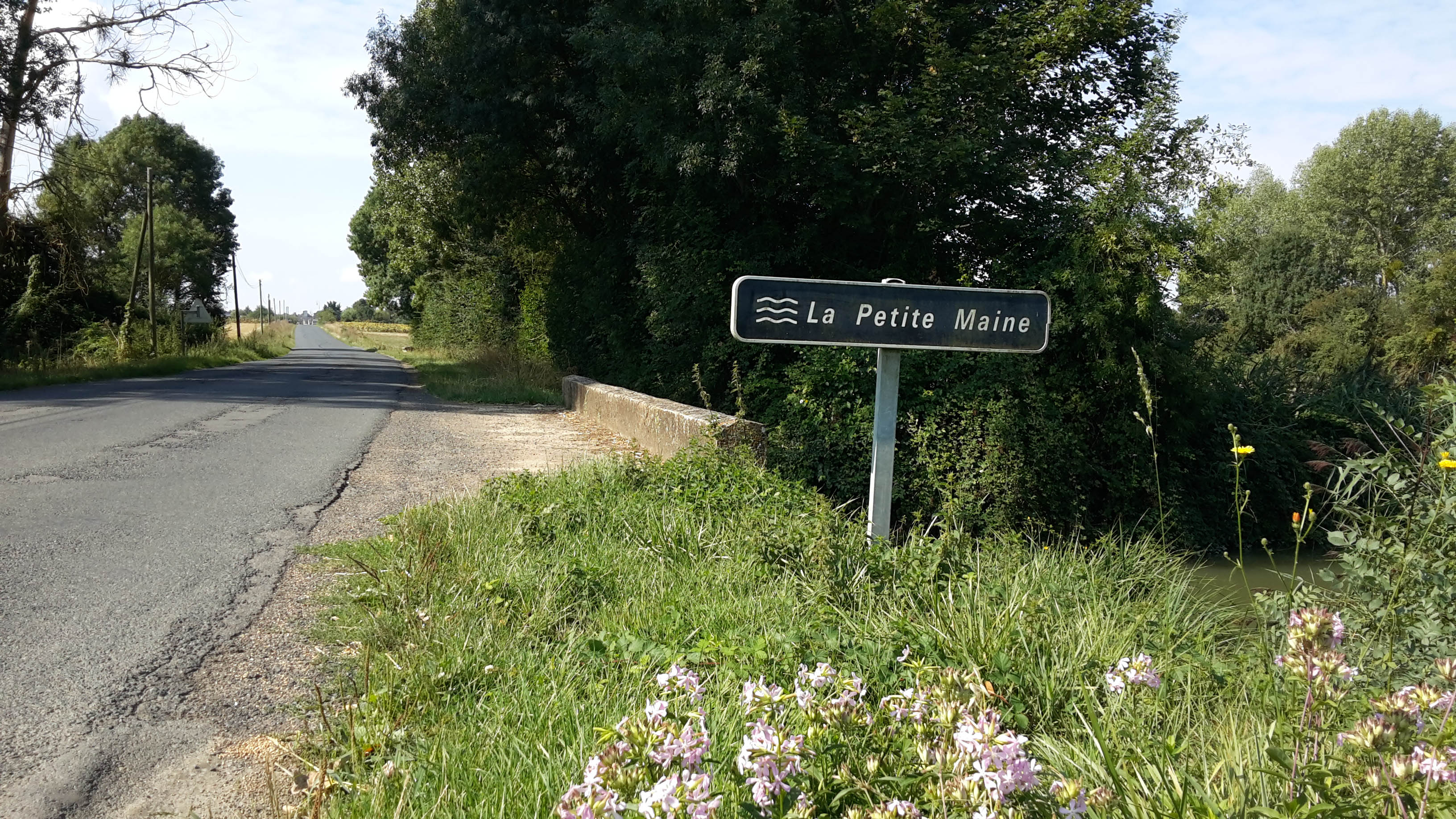
La Petite Maine à Morton.

De 19,3 km de longueur, elle est nommée Boire à sa source. Après avoir traversé Les Trois-Moutiers, elle reçoit un affluent important le Martiel, venu de Loudun et devient la Petite Maine.
Elle se jette ensuite dans la Dive près d'Épieds.

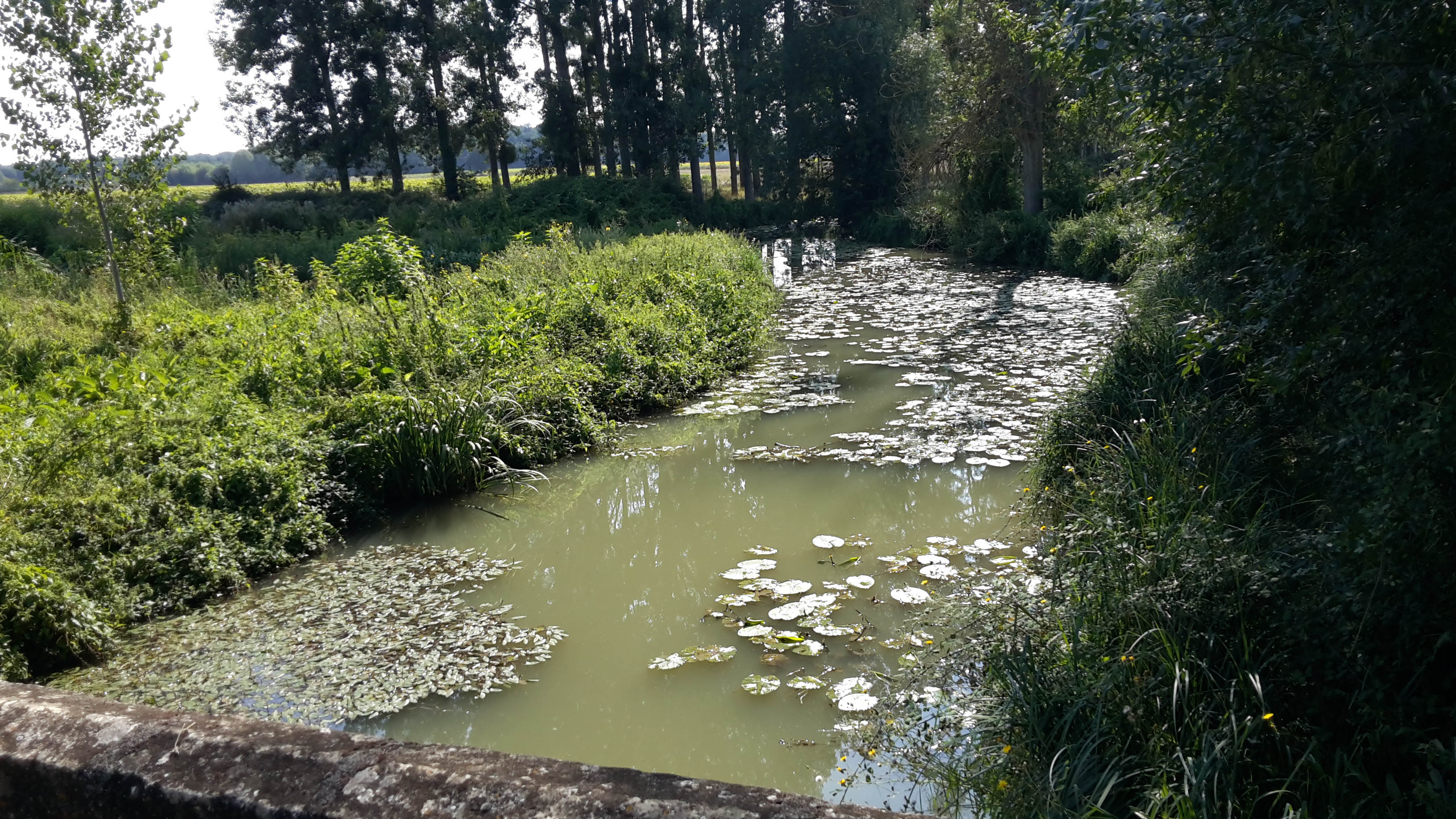
La rivière proche de Morton "La petite Maine"...